# 신해로
신해로(Sinhae-ro)는 전라남도 함평군 원산삼거리에서 신광면에서 함평군 해보면 신촌교차로를 잇는 도로이다.

## 주요 경유지
전라남도
- 함평군 (신광면 . 해보면)

## 노선
| 이름                | 접속 노선              | 소재지 | 소재지 | 비고 |
| ------------------- | ---------------------- | ------ | ------ | ---- |
| 원산삼거리          | 국도 제23호선 (함영로) | 함평군 | 신광면 |      |
| 먹우재              |                        | 함평군 | 신광면 |      |
|                     | 해보면                 | 함평군 |        |      |
| 용천사입구삼거리    | 용천사길               | 함평군 |        |      |
| 해보면광암리 교차로 | 올림픽로               | 함평군 |        |      |
| 금산사거리          | 해보월현길             | 함평군 |        |      |
| 신촌 교차로         | 국도 제22호선 (영광로) | 함평군 |        |      |
| 밀재로와 직결       |                        |        |        |      |